# Axel Axelsson
Axel Axelsson (ur. 25 lipca 1951) – islandzki piłkarz ręczny, olimpijczyk.
Reprezentował Islandię w grze w piłkę ręczną na Letnich Igrzyskach Olimpijskich 1972, które odbyły się w Monachium. Drużyna w której grał zajęła 12. miejsce.